# Thal-Drulingen
Thal-Drulingen là một xã thuộc tỉnh Bas-Rhin trong vùng Grand Est đông bắc Pháp.